# داء قلبي صمامي
داء قلبي صمامي (بالإنجليزية: Valvular heart disease)‏ هو أي مرض يُصيب واحد من الصمامات الأربعة الخاصة بالقلب (الصمام ثلاثي الشرفات، الصمام الأبهري، الصمام التاجي أوالصمام الرئوي). تظهر بالعادة بسبب التقدم بالعُمر، يبلغ أعمار معظم المُصابين الذين يتم تشخصيهم في أواخر الخمسينات، ويصاب واحد من كل عشرة أشخاص بعد عمر 75 سنة.

## التصنيف

تتمثّل أمراض القلب الصمامية بحدوث تضيق أو قصور في الصمام، ويُعد قصور، أو قلس الصمام مصطلحين مترادفين يصفان عدم قدرة الصمام على منع الدم من التدفّق بالاتجاه الخاطئ، ويتميز التضيق بصِغر فتحة الصمام، بالتالي ستنقص كمية الدم المارة عبره، ومن الممكن أن يسبب التضيق الصمامي قصورًا في حال سبّب تثخّن الحلقات، أو وريقات الصمام المتثخّنة إغلاقًا غير كامل للصمام.
| اسم الصمام القلبي  | تضيق                      | قصور                    |
| صمام أبهري         | تضيق الصمام الأبهري       | قصور الأبهر             |
| صمام تاجي          | تضيق صمام تاجي            | قلس التاجي              |
| صمام ثلاثي الشرفات | تضيق الصمام ثلاثي الشرفات | قصور الصمام ثلاثي الشرف |
| صمام رئوي          | تضيق الصمام الرئوي        | قصور الصمام الرئوي      |

### اضطرابات الصمامين الأبهري والتاجي
يُطلق على الاضطرابات التي تصيب الصمامين الأبهري، والتاجي أمراض القلب الأيسر، وتكون أكثر شيوعًا من أمراض الصمامين الرئوي، وثلاثي الشرف بسبب الضغط العالي الذي يتعرض له القلب الأيسر.
يتميز تضيق الصمام الأبهري بتسمك في الحلقات، أو الوريقات الصمامية وسينتج عن ذلك انخفاض قدرة البطين الأيسر على ضخّ الدم إلى الشريان الأبهري. سبب التضيق عادة هو تكلس الصمامات، أو التشوهات الخلقية في بنية الصمام.
يتميز القصور الأبهري (أو القلس) بعدم انغلاق الوريقات الصمامية بشكل كامل عند نهاية الانقباض، سيؤدي ذلك إلى تدفّق الدم إلى الخلف باتجاه البطين الأيسر، وغالبًا أسباب قصور الأبهر مجهولة السبب، أو غير معروفة، قد يكون ناتجًا أحيانًا عن أمراض النسيج الضام مثل متلازمة مارفان، أو اضطرابات مناعية معينة مثل الذئبة الحمامية الجهازية.
أهم أسباب تضيّق الصمام التاجي هي أمراض القلب الروماتوئيدية، تتشكل في بعض الحالات تنبّتات على الوريقات الصمامية ناتجة عن التهاب الشغاف، يُعتبر تضيّق الصمام التاجي مرضًا غير شائع، ولا يعتمد على العمر مثل الأمراض الصمامية الأخرى.
من الممكن أن يحدث قصور الصمام التاجي كنتيجة لتوسّع القلب الأيسر، الذي غالبًا ما ينتج عن قصور القلب.

### اضطرابات الصمامين الرئوي ومثلث الشرف
أمراض الصمامين الرئوي ومثلث الشرف هي أمراض القلب الأيمن، وهي أقل الأمراض الصمامية شيوعًا عند البالغين.
ينتج تضيق الصمام الرئوي غالبًا عن التشوهات الخلقية، مثل متلازمة نونان، ومتلازمة الحصبة الألمانية الخلقية.
تكون نتائج العلاج ممتازة في حال لم تكن درجة التضيق الرئوي شديدة، وغالبًا لا يحتاج المرضى إلى التدخّل الجراحي حتى سن البلوغ بسبب التكلّس الذي يحدث مع التقدم في العمر.
يحدث قصور الصمام الرئوي عادة عند أشخاص أصحاء، ويكون بدرجة خفيفة للغاية، ولا تتطلب عملًا جراحيًا لإصلاحها، ويحدث القصور الصمامي الرئوي بشكل أكبر كنتيجة لتضرّر الصمام بعد عملية القثطرة القلبية، أو إدخال بالون داخل الشريان الأبهري، أو غيرها من العمليات الجراحية، وقد يحدث القصور أيضًا كنتيجة لمتلازمة الكارسينوئيد (المتلازمة السرطاوية)، أو كنتيجة لحالات التهابية مثل الروماتوئيد، أو التهاب الشغاف القلبي، أو التشوهات الخلقية، وقد يكون أيضًا حالة ثانوية لارتفاع الضغط الرئوي الحاد.
يُعتبر تضيق الصمام ثلاثي الشرف حالة غير شائعة للغاية، وعادة تكون نتيجة لمرض الروماتزم، وقد ينتج عن تشوهات خلقية، أو عن المتلازمة السرطاوية، أو أورام الأذينة اليمنى السادة (عادة تكون أورام شحمية، أو أورام مخاطية).
يُعد قصور الصمام ثلاثي الشرف البسيط شائعًا عند الأصحاء، وفي حالاته الشديدة يكون نتيجة لتوسع البطين الأيمن، الذي يسبب انزياحًا في العضلات الحليمية التي تتحكم بقدرة الصمام على الانغلاق، ويحدث توسّع البطين الأيمن بشكل ثانوي لأمراض عيوب الحاجز البطيني، وتحويلات الدم اليمنى – اليسرى، ومتلازمة أيزنمنغر، وفرط نشاط الغدة الدرقية، وتضيق الصمام الرئوي، وقد ينتج عن عيوب خلقية في شرفات الصمام مثل شذوذ إبشتاين.

## العلامات والأعراض

### تضيق الصمام الأبهري
قد تشمل أعراضه نفس أعراض قصور القلب، مثل الزلة (ضيق النفس) أثناء الجهد (وهي أكثر الأعراض تكررًا)، وضيق النفس الاضطجاعي، وضيق النفس الليلي الانتيابي، والذبحة الصدرية، والإغماء.
أما العلامات فتشمل النبض قصير الارتفاع (نبض صغير)، وسماع الصوت القلبي الرابع، وانخفاض الصوت القلبي إيه 2، ونفخة انقباضية تُسمع في المسافة الوربية اليمنى الثانية، وتنتشر إلى الشرايين السباتية.

### قلس الصمام الأبهري
أيضًا يعاني هؤلاء المرضى من نفس أعراض قصور القلب، أما العلامات فهي زيادة ضغط النبض الناتج عن ارتفاع ضغط الدم الانقباضي، وانخفاض الانبساطي، وقد تُسمع نفخة أوستن فلنت، أو الصوت القلبي الثالث.

### التضيق التاجي
أيضًا قد يعاني هؤلاء المرضى من أعراض قصور القلب، وتزداد الأعراض عندهم مع ممارسة التمارين الرياضية، أو الحمل.
والعلامة الأشيع عندهم هو ارتفاع الصوت القلبي أس 1.

### قلس الصمام التاجي
أيضًا نفس أعراض قصور القلب، والعلامات الأهم هي سماع الصوت القلبي الثالث.

### قلس الصمام ثلاثي الشرف
سيعاني هؤلاء المرضى من أعراض قصور القلب الأيمن، مثل الحبن، وتضخم الكبد، والوذمات.